# Eedson Louis Millard Burns
Pour les articles homonymes, voir Burns.
Eedson Louis Millard Burns (17 juin 1897-13 septembre 1985) est un lieutenant général de l'Armée de terre canadienne et un diplomate. Il occupe les fonctions de chef d'état-major de l'ONUST de juin 1954 à novembre 1956. Il est ensuite commandant de la FUNU de 1956 à 1959, la force d'interposition de l'Organisation des Nations unies qui prend position le long du Canal de Suez et Sinaï après la crise de Suez. Il publie en 1963 un livre titré Between Arab and Israeli.